# Луї Шейо
Луї Шейо (фр. Louis Chaillot, 2 березня 1914 — 28 січня 1998) — французький велогонщик.
Олімпійський чемпіон 1932 року на тандемах, срібний призер 1932 року в індивідуальному спринті, бронзовий призер 1936 року в індивідуальному спринті.